# 國際拳擊協會

旧版logo

國際拳擊協會（英語：International Boxing Association，简称，或譯國際拳擊總會），原名國際業餘拳擊協會（法語：Association Internationale de Boxe Amateur，簡稱），是負責制定業餘拳擊規則和辦理相關競賽的國際體育組織，俄罗斯能源巨头俄罗斯天然气工业股份公司是该组织的最大贊助商。現任主席為俄羅斯籍的乌马尔·克列姆廖夫。
國際拳擊總會原為國際奧林匹克委員會認可的拳擊運動管理機構，直至2019年國際奧會暫停對該組織的認可。2023年6月國際奧會年會通過正式撤銷對國際拳總的承認，成為首個被逐出奧林匹克運動會的體育管理機構，國際奧會的決議後於2024年得到國際體育仲裁法庭維持。

## 歷史
1920年安特衛普奧運期間，英國、法國、比利時、巴西和荷蘭的國家協會代表，開會將成立一個業餘拳擊的初級聯盟。國際業餘拳擊聯合會(FIBA)於1920年8月24日正式成立。1946年11月，因為一些領導官員於二次世界大戰的行為導致國際業餘拳擊聯合會的信譽受損，達到一個共識，國際業餘拳擊聯合會解散。英國業餘拳擊協會和法國業餘拳擊協會合作決定成立國際業餘拳擊協會（AIBA）。1960年後，奧運拳擊就不再使用業餘一詞了。
2019年7月，國際奧委會以國際拳擊總會爆發多項貪腐醜聞而將其停權，使2020年東京奧運拳擊賽事直接由國際奧會組成特別工作小組辦理，並只以國際奧會認可的國際拳賽來做入選奧運資格。
2022年10月，國際拳擊協會宣布撤销國際奧委會因应俄羅斯入侵烏克蘭而对俄罗斯和白俄罗斯业余拳击手的禁令后，引发多个国家的拳击协会抵制。2023年6月，國際奧委會以69票贊成、1票反對、10票棄權通過將國際拳擊總會逐出國際奧會，2024年巴黎奧運的拳賽項目仍由國際奧會另組特別工作小組辦理，為此IBA在國際體育仲裁法庭（CAS）提出上訴。同月，美國、英國、德國、荷蘭、瑞典、菲律賓等國拳擊協會退出IBA另成立世界拳擊聯盟（目前已有42國加入），以確保2028年洛杉磯奧運拳擊項目不被國際奧會取消，並爭取取代原IBA在國際奧會的拳擊會員資格。2024年4月，國際體育仲裁法庭否決IBA的上訴，國際奧會發布聲明將不再另組特別小組籌辦2028年奧運拳擊賽事、新的拳擊總會須於2025年取得國際奧會承認。

## 爭議
- 2019年7月，國際拳擊總會因多項貪腐醜聞而被國際奧會將其停權，使其失去籌辦2020年奧運的資格。
- 2022年10月，國際拳擊協會俄羅斯籍主席逕自宣布撤销國際奧委會因应俄羅斯入侵烏克蘭而对俄罗斯和白俄罗斯业余拳击手的禁令，引发多个国家的拳击协会抵制。

### 引發選手性別風波
2023年4月，國際拳擊協會俄羅斯籍主席指稱2023年世界女子拳击锦标赛的選手中華台北籍林郁婷與阿爾及利亞籍伊曼·哈利夫的DNA檢測有男性XY染色體（IBA有個別的單項檢測，但不包含在國際奧會的規範項目）而將兩位在2023年世界拳擊錦標賽獲得的名次取消。國際拳擊協會宣稱並無對兩名拳擊手進行睪固酮檢測，而是另一保密但公認的測試（尚未提供數據）而認定兩人不符規定。林郁婷未向国际体育仲裁法庭上訴，而伊曼·哈利夫雖上訴但隨後撤銷，故國際拳擊協會稱該測試仍具效力。
林郁婷事後再度接受符合國際奧會規定的相關檢測，結果均符合規定，而她過去數年的禁藥檢測亦無問題。衛報報導稱，國際奧會也曾紀錄兩位選手因未通過檢測而被取消世錦賽資格。但國際拳總舉辦的世錦賽已不被國際奧會視為奧運資格賽，故不影響選手的奧運資格。
2024年巴黎奧運前再度受巴黎奧運籌備會拳擊工作小組檢測無問題，但仍遭部分知名人士藉由國際拳總製造出的問題來攻擊兩位奧運選手，使巴黎奧運籌備會拳擊工作小組與國際奧會特別發出聲明表示所有參加拳擊賽選手都符合資格，不應被網路霸凌。國際奧會稱，兩名選手是受國際拳擊協會未經過正當程序的受害者。

## 賽事
- 拳擊世界盃
- World Series Boxing世界拳擊聯賽
- 世界拳擊錦標賽
- 世界女子拳擊錦標賽
- 世界青年拳擊錦標賽
- 世界青少年拳擊錦標賽
- 世界女子青年暨青少年拳擊錦標賽
- 大英國協運動會

## 外部連結
- 國際拳擊總會官網